# Albania (Santander)

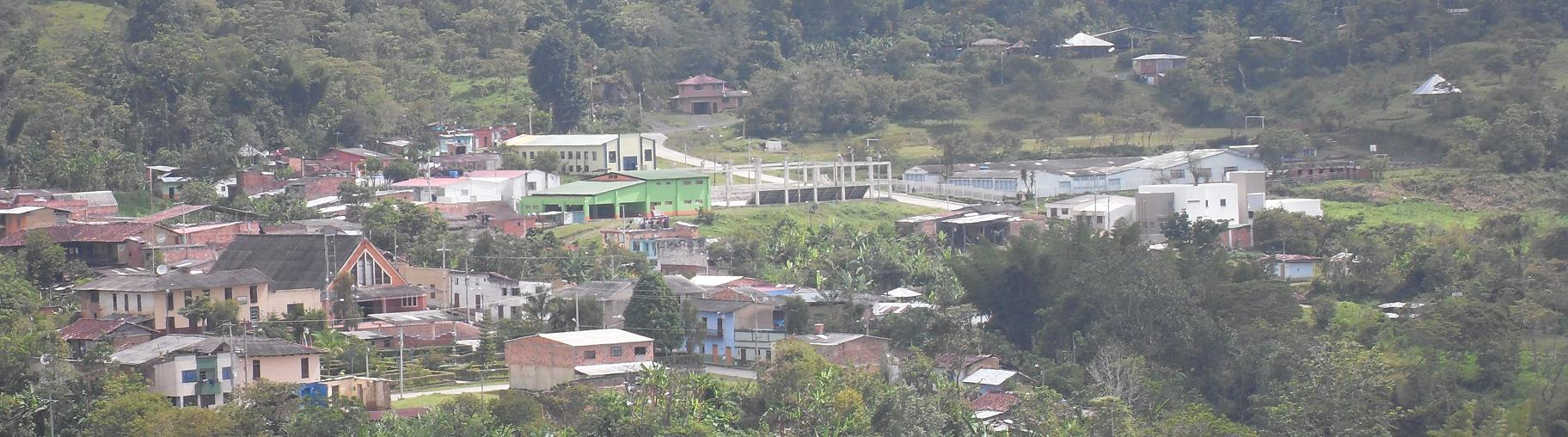
Vista panorâmica de Albania.

Albania é um município do departamento de Santander, na Colômbia.